# 本妙寺 (東京都港区)
本妙寺（ほんみょうじ）は、東京都港区白金にある日蓮宗の寺院。山号は金峯山。旧本山は身延山久遠寺(身延門流) 、通師法縁。

## 歴史
- 日瑞（碑文谷法華寺（現在の天台宗円融寺）10世）が退隠のため碑文谷法華寺の付近に創建[1]。
- 延宝4年（1676年）日玄（4世）の代に現在地へ移転した[1]。

## 境内
- 本堂

## 歴代
- 日瑞（開山）
- 日玄（4世）

## 関連資料
- 『芝區誌』
- 「白金村」『新編武蔵風土記稿』 巻ノ57荏原郡ノ19、内務省地理局、1884年6月。NDLJP:763983/19。